# Quizás mañana
Quizás mañana es una película peruana de drama romántico estrenada en 2013, dirigida por Jesús Álvarez Betancourt y protagonizada por Bruno Ascenzo y Gisela Ponce de León.
El rodaje comenzó el 6 de mayo de 2012, en Lima (Magdalena del Mar) y concluyó el mismo mes. Es la segunda producción de Big Bang Films y cuenta con Sandro Ventura como productor.

## Argumento
Juan Carlos (Bruno Ascenzo) y Natalia (Gisela Ponce de León), son dos jóvenes que pasan por un día especialmente complicado. Ambos se encuentran un sábado por la mañana en un parque de Magdalena del Mar y, sin conocerse, deciden hacerse compañía. 
Juan Carlos, de 25 años, muestra un carácter distante, pensativo y ensimismado; al parecer, por un acontecimiento reciente. Por el contrario, Natalia, de 24, recién sale de una fiesta, extrovertida y entusiasta está en la víspera de un compromiso importante. A pesar de tener personalidades opuestas, por alguna razón hacen conexión, y pasan un día juntos conversando, riendo, enojándose, haciendo una verdadera catarsis que los ayudará a replantear puntos claves para tomar decisiones que marcarán sus vidas.

## Banda sonora
En la banda sonora del filme están incluidas las canciones "Quizás mañana", de la cantante  Nicole Pillman y "Mis puentes y mi aliento", de Gisela Ponce de León y Ricardo Núñez. 

## Recepción
La película logró convocar el día de su estreno en Lima a cinco mil personas, y a veinte mil en su primera semana.
Tuvo más de cinco mil espectadores en su debut en provincias.

### Premios y nominaciones
| Año  | Premio                       | Categoría            | Nominado             | Resultado |
| ---- | ---------------------------- | -------------------- | -------------------- | --------- |
| 2013 | Premios Luces de El Comercio | Mejor actriz de cine | Gisela Ponce de León | Ganadora  |